# Prunus vana
Prunus vana är en rosväxtart som beskrevs av J. F. Macbride. Prunus vana ingår i släktet prunusar, och familjen rosväxter. Inga underarter finns listade i Catalogue of Life.